# 彭贵康
彭贵康（1934年5月—2000年2月8日），男，广西蒙山人，中华人民共和国政治人物，曾任中共南宁市委书记，广西壮族自治区人大常委会副主任。